# GTVプロ野球スタジアム
『GTVプロ野球スタジアム』（ジーティーヴィープロやきゅうスタジアム）は、群馬テレビ（GTV）が放送していたプロ野球中継の題名である。基本的に19時から21時30分の枠で、主として独立UHF放送局が製作するプロ野球中継をネットワーク受けして実況放送を行っていた。
本項では、2008年まで読売ジャイアンツの東京ドーム主催試合をトップ中継していた「ダッシュ60 ジャイアンツナイター」についても述べる。

## 概説
群馬テレビでは1971年の開局以来、日本テレビが放送するプロ野球・読売ジャイアンツの東京ドーム（1987年までは後楽園球場）主催試合を対象として、日テレ系列で放送する巨人戦ナイターに先駆けて、18時から19時にトップナイターを行う『ダッシュ60 ジャイアンツナイター』と19時から21時30分の枠で、独立UHF放送局が制作するプロ野球中継をネットワーク受けしてパシフィック・リーグの埼玉西武ライオンズ、北海道日本ハムファイターズ（テレビ埼玉配給・制作）の試合を中継する『GTVパワフルナイター』の2つがあったが、2008年シーズンより2番組を統合してスタートしたのがこの番組である。
1974・75年には群馬県立敷島公園野球場で開催の巨人主催オープン戦を読売新聞社・日本テレビから権利を購入して自社制作で中継した。解説者は1974年は宮田征典が、宮田が巨人のコーチに就任した1975年は義兄の種部儀康が出演した。
2008年をもって巨人戦のトップ中継は終了し、2009年以降はテレ玉発の西武主催ゲームを中心に放送されていたが、2010年をもって一旦中継を終了。2013年より西武主催ゲームの中継を再開したが、近年は2018年9月に開催された「西武対楽天」、2019年5月の「西武対ロッテ」、2024年8月の「西武対オリックス」を放送。
『GTVパワフルナイター』時代のオープニング・エンディングテーマ曲は、朝日放送（テレビ・ラジオ）のスポーツテーマ曲として有名な行進曲「ウィーンはいつもウィーン」が使用されていた。

## 放送時間
（1988年 - 1990年代）
- 火・水・木曜日[3]
  - 通常：18:45 - 21:25（延長放送あり）
  - 『ビッグエッグナイター』放送日：19:15 - 21:25（延長放送あり）[4]

（2010年）
- 火曜日 19:00 - 21:00
- 水曜日 19:00 - 21:30

## 中継カード
- 埼玉西武ライオンズ戦（上毛新聞敷島球場。テレ玉制作）
- 北海道日本ハムファイターズ戦（東京ドーム開催試合のみ、GAORA制作 ※テレ玉からネット）
- 読売ジャイアンツ戦（トップ&リレー。後述）
- 阪神タイガース戦（阪神甲子園球場、サンテレビ制作）
- 横浜大洋ホエールズ・横浜ベイスターズ戦（横浜スタジアム、tvk制作）
- 東京ヤクルトスワローズ戦（神宮球場、tvk制作）
- ロッテオリオンズ戦（川崎球場、tvk制作）
- 千葉ロッテマリーンズ戦（千葉マリンスタジアム、チバテレ制作）
- 福岡ダイエーホークス戦（平和台球場、サンテレビ制作）
- また2008年よりベースボール・チャレンジ・リーグに参加した群馬ダイヤモンドペガサスの主催試合を敷島球場など県内各地から中継していたが、2010年現在は放送していない。

## 過去の群馬テレビにおける野球中継番組

### ダッシュ60 ジャイアンツナイター
日本テレビが放送する読売ジャイアンツ（巨人）の東京ドーム主催試合を対象として、日テレ系列で放送する『PRIDE&SPIRIT 日本プロ野球』（現：Fun!BASEBALL!!）に先駆けて、18時から19時のトップナイターを行うというものだった。
東京ドームが開場した1988年からは『GTVビッグエッグナイター』のタイトルに改め、チバテレビ（CTC）と2局で東京ドーム巨人戦のトップ中継を始める（なお、GTVでは独自で「GTVを見ている人は、一足早い巨人戦が楽しめるんだって!」のフレーズを込めた番宣CMも作られたほど）。
GTV、CTCのほかにも巨人が後楽園球場を本拠地にしていた時代にはtvkでも同趣旨のトップ&リレーナイター（リレーナイターは主として20:54以後。後に地上波の最大30分延長オプションの恒例化により廃止されトップのみ）を行ったことがあった（同じ首都圏の独立UHF局であるテレビ埼玉は放送しなかった。詳細はプロ野球トップ&リレー中継の項目及びTVSヒットナイターの項目を参照のこと）が、CTCが千葉ロッテマリーンズ主催試合中継（マリーンズナイター）を開始して以降は10年近く、群馬テレビのみで中継された。末期に『ダッシュ60 ジャイアンツナイター』に改題し、最末期の2008年に『パワフルナイター』と統合され、番組前半で放送していた。
なおスコアフォントは東京ドームからの中継の末期は日テレ（日テレG+も含む）製作だったのを除いて、自社製作のものを使った。
2009年になると、巨人戦の地上波における中継が激減したことを受けて、このリレーナイターは廃止された。
実況はNNN24（現在の日テレNEWS24）でのトップ&リレーナイターおよび日テレG+での完全中継（地上波放送開始までの時間は別のアナウンサーが実況を担当）と同一であった。
なお、この番組が行われる日については、夕方の「ニュースジャストN」（通常17:30-18:30）は17:30-18:00の前編と19:00-19:30の後編とに分けて放送されていた。
備考
広島テレビ、中京テレビでも月曜から金曜のうちに巨人対広島もしくは中日戦が行われる場合は18:30からトップナイターが行われる。